# عقدة فايدرا
عقدة فايدرا (بالإنجليزية: Phaedra complex)‏ هي انجذاب زوجة الأب جنسيا لابن زوجها، ولكن تم توسيع هذا التعبير ليشمل العلاقات الصعبة بين الربائب بشكل عام.

## الأصل

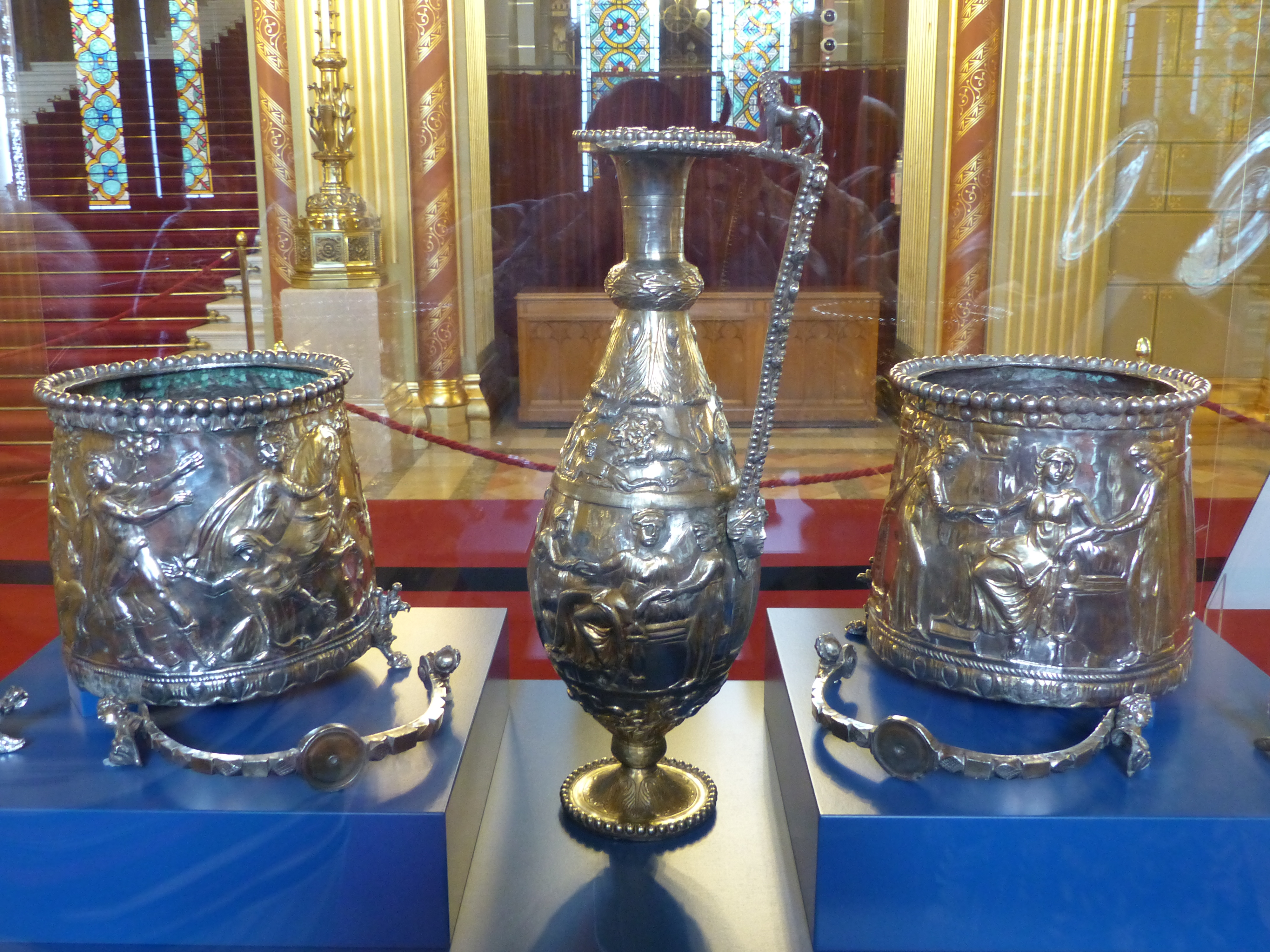
طقم هيبوليتوس

تأخد العقدة اسمها من الميثولوجيا الإغريقية. كانت فايدرا ابنة مينوس و باسيفاي، زوجة ثيسيوس، اخت أريادني، وأم ديموفون الأثيني و أكاماس. بالرغم من كونها زوجة ثيسيوس فقد وقعت فايدرا في حب ربيبها هيبوليتوس، الذي ولده ثيسيوس إما مع هيبوليتا ملكة الأمازونيات أو مع أختها أنتيوب.
عندما رفض هيبوليتوس طلب فايدرا اتهمته باطلا بأنه اقترح عليها ممارسة الجنس معه. انتحرت فايدرا بعد ندمها وحزنها على موته.

## قصص ثقافية مماثلة
- يوجد تشابه كبير بين أماتا في رواية الإنيادة و فايدرا، فقد انتحرت هي أيضا بعد سماع أخبار موت ربيبها المستقبلي والذي كانت تحبه.[4]
- في التناخ والقرآن عرضت زليخة زوجة بوتيفار (العزيز في القرآن) على ابنها بالتبني يوسف ممارسة الجنس معها، لكن يوسف رفض ذلك. فاتهمت زليخة يوسف باغتصابها وتسببت بالزج به في السجن، لكنه خرج منه بعد مدة. وفقا للقصة اليهودية فقد طلبت زليخة من عدة أبناء تبنتهم قبل يوسف ممارسة الجنس معها.
- في القصيدة الحكائية "Child Owlet" تطلب السيدة إرسكين من ابن أخ زوجها ممارسة الجنس معها ثم تتهمه بمحاولة إغرائها بعد رفضه لطلبها، مما يؤدي لقتله.

## المزيد من القراءة
- (Alberto Moravia, The Lie (1966
- (Mary Renault, The Bull from the Sea (1962